# Kachlička
Kachlička je rybník v okrese Havlíčkův Brod. Nachází se asi 700 metrů jihozápadně od obce Skála a zhruba 1 km od Boňkova. V minulosti se Kachlička jmenovala "Nový rybník". Rozloha rybníka je 18 ha a leží v nadmořské výšce 538,8 m. Ze severozápadní strany rybník obklopují lesy. Po hrázi vede silnice, která spojuje Boňkov se silnicí I/34.
V roce 2015 proběhla oprava hráze.

## Vodní režim
Rybník je napájen od západu malým bezejmenným tokem a Perlovým potokem a od jihu dalším malým bezejmenným tokem. Na severovýchodní straně Perlový potok rybník opouští dvěma toky, ale asi po 70 metrech se slévají do jednoho toku.
Specifický odtok je qa=7,39 l·s−1km−2 a dlouhodobý průměrný průtok Qa=0,105 m3·s−1.
Celkový objem rybníka Vc je 200 000 m3 a retenční objem pak Vr je 90 000 m3.

## Využití
Rybník slouží k rekreačním účelům. Je zařazen do seznamu ploch ke koupání (identifikátor KO610201). Na jihovýchodním břehu se rozprostírá asi 100 metrová travnatá pláž. U rybníka se nachází kemp a chatová osada. V letních měsících mívá Kachlička zhoršenou kvalitu vody.
Dále je rybník využíván k chovu ryb.

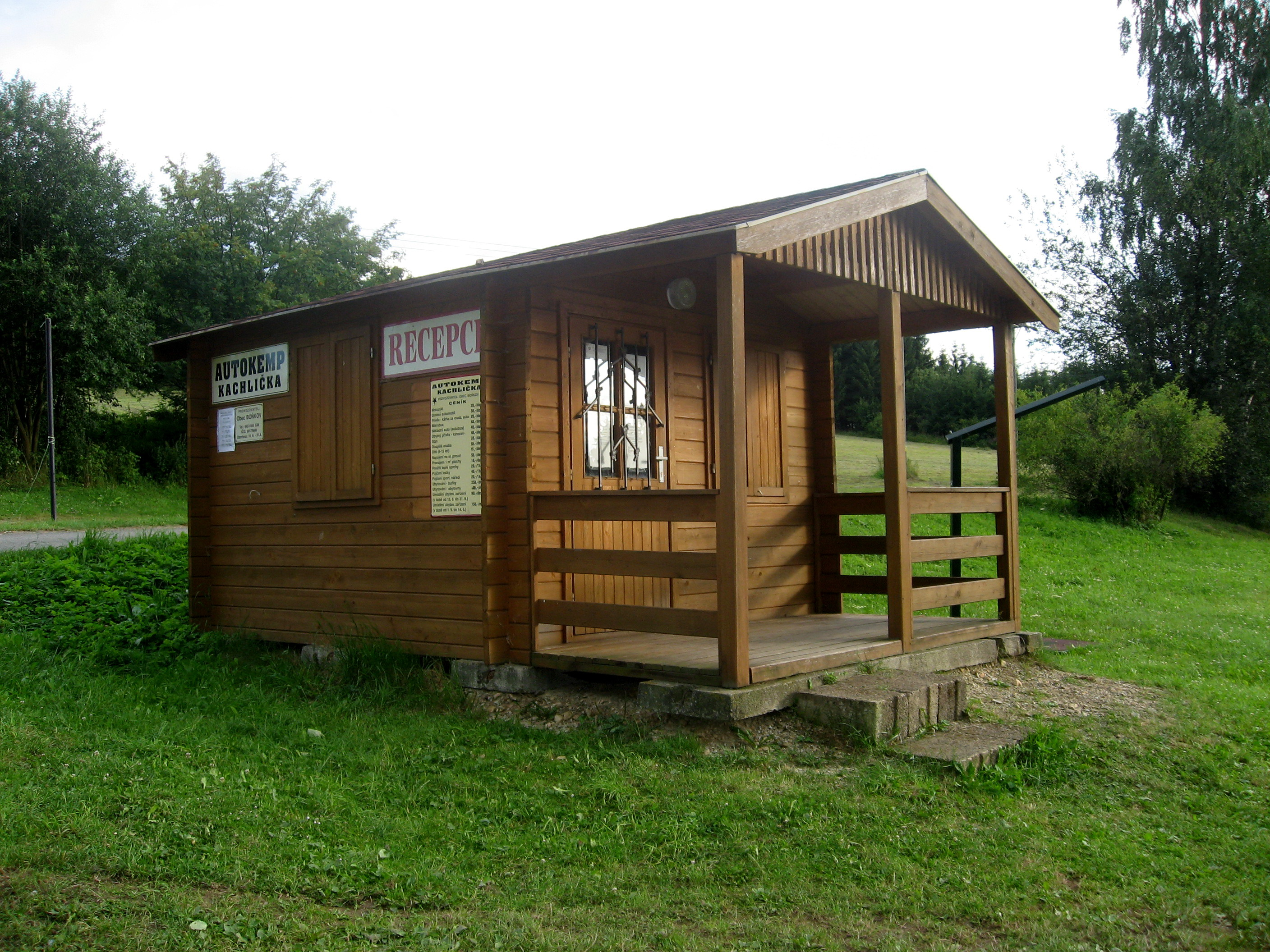
Recepce v kempu
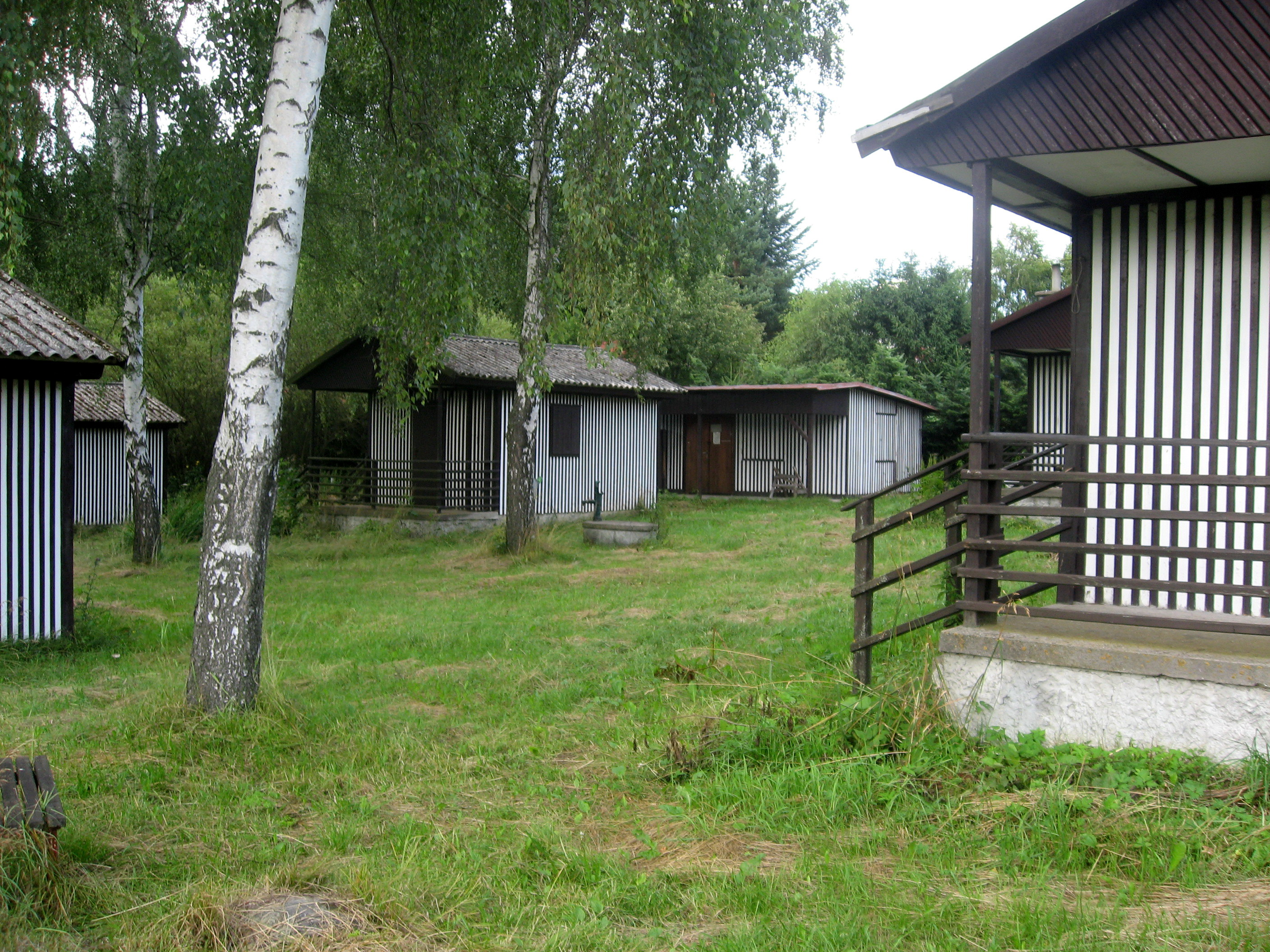
Chatky u Kachličky
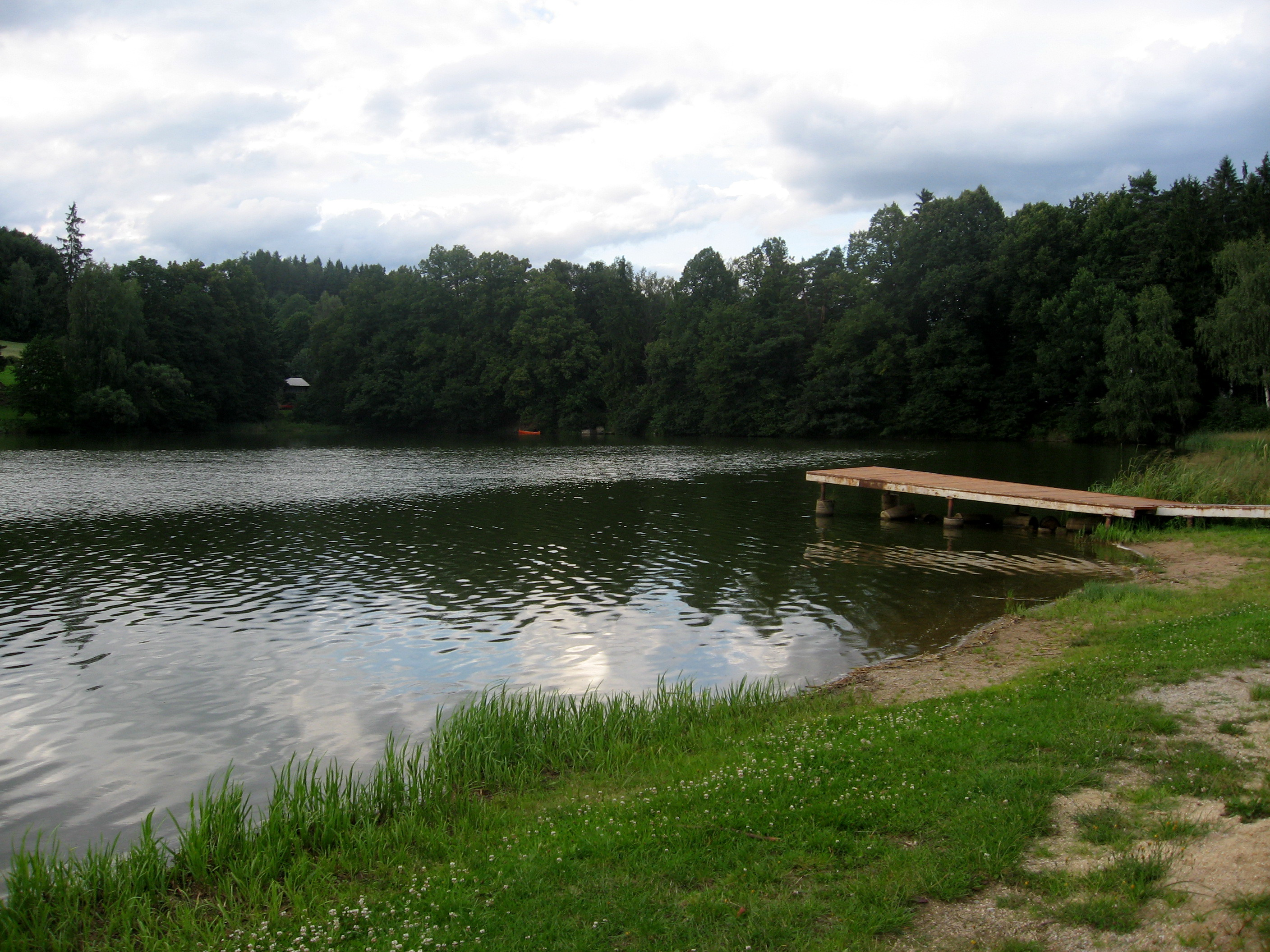
Rybník